# سنغجونغوون إلغي

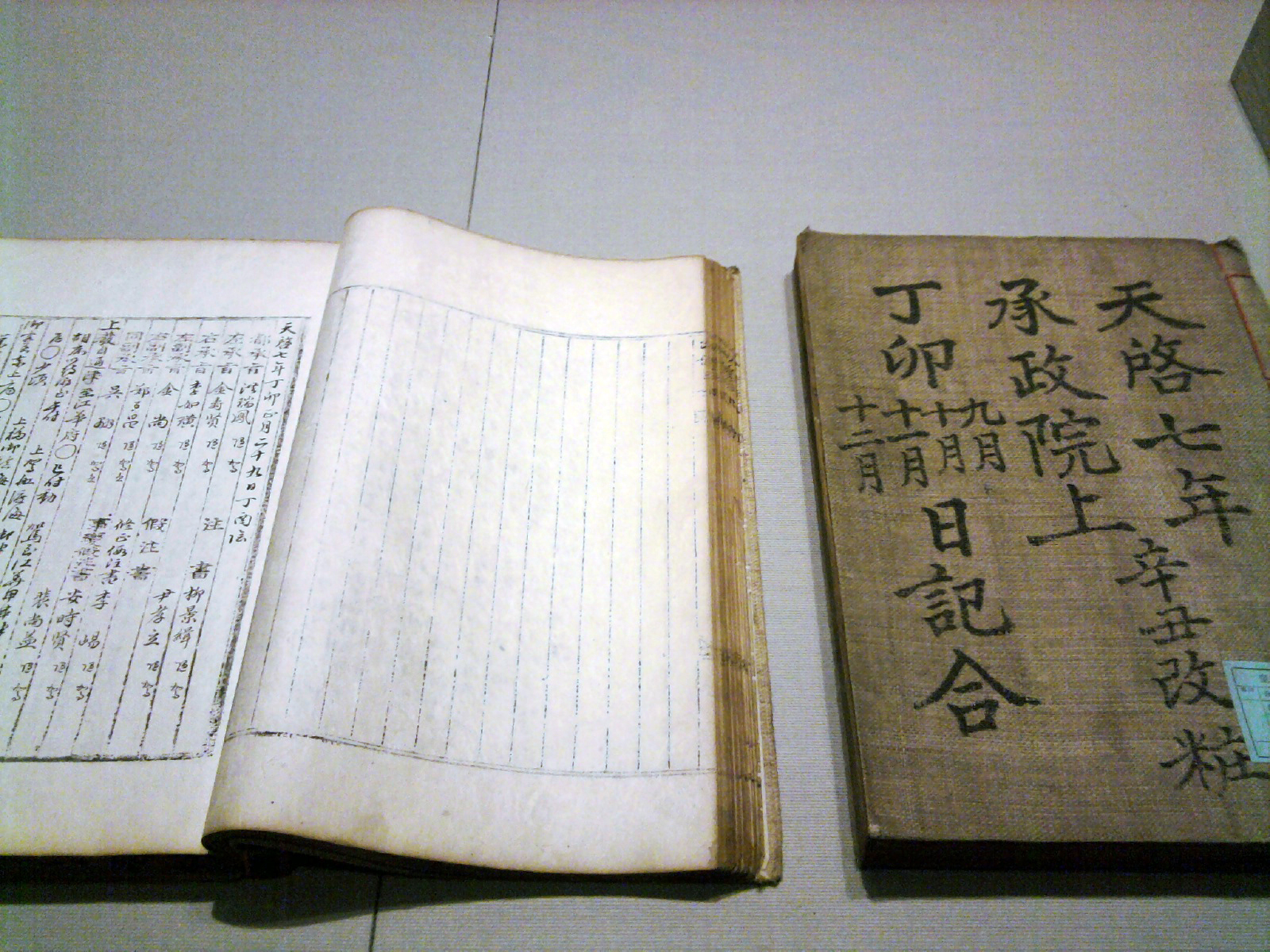
إحدى صفحات السجل.

سنغجونغوون إلغي أو سجلات الأمناء الملكيين هي سجلات يومية لمكتب سنغجونغوون أو مكتب الأمانة الملكية في عهد مملكة جوسون في كوريا، والتي تسجل حياة الملك اليوم وتعامله مع الحكومة بشكل يومي. السجلات هي الكنز الوطني رقم 303 في كوريا الجنوبية والتي أصبحت لاحقاً جزءاً من سجل ذاكرة العالم التابع لليونسكو.